# کونستانتینووی لازنی
کونستانتینووی لازنی (به چکی: Konstantinovy Lázně) یک منطقهٔ مسکونی در جمهوری چک است که در ناحیه تاخوو واقع شده‌است. کونستانتینووی لازنی ۲۳٫۸۱ کیلومتر مربع مساحت و ۹۳۷ نفر جمعیت دارد و ۵۲۰ متر بالاتر از سطح دریا واقع شده‌است.